# Сидоренко (село)
Сидо́ренко — село в Україні, в Синельниківському районі Дніпропетровської області. Входить до складу Миколаївської сільської громади. Населення становить 167 осіб. До 2017 року орган місцевого самоврядування - Васильківська сільська рада. 

## Історія
12 червня 2020 року, відповідно до розпорядження Кабінету Міністрів України № 709-р від «Про визначення адміністративних центрів та затвердження територій територіальних громад Дніпропетровської області», увійшло до складу Миколаївської сільської громади. 
19 липня 2020 року, в результаті адміністративно-територіальної реформи та ліквідації  Петропавлівського району, село увійшло до складу новоутвореного Синельниківського району. 

## Географія
Село Сидоренко знаходиться на відстані 0,5 км від села Кунінова і за 1 км від села Запоріжжя. По селу протікає струмок що пересихає.

## Населення

### Мова
Розподіл населення за рідною мовою за даними перепису 2001 року:
| Мова       | Кількість | Відсоток |
| ---------- | --------- | -------- |
| українська | 135       | 80.84%   |
| російська  | 31        | 18.56%   |
| білоруська | 1         | 0.60%    |
| Усього     | 167       | 100%     |